# 梅尔基奥尔·约瑟夫·马丁·克尼塞尔
梅尔基奥尔·约瑟夫·马丁·克尼塞尔（Melchior Josef Martin Knüsel，1813年11月16日—1889年1月15日）是一位瑞士政治家，来自瑞士中部的卢塞恩州。瑞士联邦委员会委员（1855年－1875年）。他于1855年7月14日当选为联邦委员会委员，任职至1875年12月31日卸任。克尼塞尔是瑞士自由民主党成员。
在任期内，他主要主持领导了以下部门的工作：
- 财政部（1855年－1856年）
- 贸易与海关部（1857年）
- 司法与警政部（1858年）
- 贸易与海关部（1859年－1860年）
- 政治部（1861年）并出任同年的瑞士联邦总统
- 财政部（1862年－1863年）
- 司法与警政部（1864年－1865年）
- 政治部（1866年）并出任同年的瑞士联邦总统
- 司法与警政部（1867年－1873年）
- 内政部（1874年－1875年）

期间，克尼塞尔于1861年和1866年两度出任瑞士联邦总统。

## 外部連結
- 梅尔基奥尔·约瑟夫·马丁·克尼塞尔在線上《瑞士歷史辭典》中的德文、法文或版詞條。

| 前任： 马丁·约瑟夫·蒙青格尔 | 瑞士联邦委员会委员 1855年–1875年 | 繼任： 约阿希姆·黑尔 |